# 米赫埃什蒂鄉 (沃爾恰縣)
45°2′N 24°15′E / 45.033°N 24.250°E
米赫埃什蒂鄉（羅馬尼亞語：Comuna Mihăești, Vâlcea），是羅馬尼亞的鄉份，位於該國西南部，由沃爾恰縣負責管轄，面積56平方公里，海拔高度281米，2002年人口6,471，人口密度每平方公里116人。